# Чемпионат СССР по вольной борьбе 1964
20-й чемпионат СССР по вольной борьбе проходил в Орджоникидзе (наилегчайший, лёгкий, средний и тяжёлый веса) с 5 по 7 июня 1964 года и Баку (легчайший, полулёгкий, полусредний и полутяжёлый веса) с 12 по 14 июня 1964 года.

## Медалисты
| Весовая категория | Золото                                        | Серебро                                    | Бронза                                          |
| ----------------- | --------------------------------------------- | ------------------------------------------ | ----------------------------------------------- |
| Наилегчайший вес  | Арсен Кеворков Вооружённые Силы (Баку)        | Владимир Литвин «Динамо» (Львов)           | Леонид Фиргер «Спартак» (Чернигов)              |
| Легчайший вес     | Айдын Ибрагимов «Динамо» (Баку)               | Анатолий Тимохин «Локомотив» (Москва)      | Виктор Чумаков Вооружённые Силы (Киев)          |
| Полулёгкий вес    | Рагим Исмаилов «Динамо» (Баку)                | Эдела Илмар «Динамо» (Таллин)              | Шамиль Туганов Вооружённые Силы (Киев)          |
| Лёгкий вес        | Зарбег Бериашвили «Буревестник» (Тбилиси)     | Юрий Гусов Вооружённые Силы (Орджоникидзе) | Нугзар Журули Вооружённые Силы (Орджоникидзе)   |
| Полусредний вес   | Гурам Сагарадзе «Буревестник» (Тбилиси)       | Николай Аксенов Вооружённые Силы (Минск)   | Тенгиз Асламазашвили «Буревестник» (Тбилиси)    |
| Средний вес       | Шота Ломидзе «Динамо» (Тбилиси)               | Курбан Агаев «Буревестник» (Махачкала)     | Борис Гуревич Вооружённые Силы (Киев)           |
| Полутяжёлый вес   | Нугзар Гогибедашвили «Спартак» (Тбилиси)      | Батраз Борукаев Вооружённые Силы (Тамбов)  | Семён Лисафин Вооружённые Силы (Минск)          |
| Тяжёлый вес       | Александр Иваницкий Вооружённые Силы (Москва) | Александр Медведь «Буревестник» (Минск)    | Геннадий Андиев Вооружённые Силы (Орджоникидзе) |